# Ніколає-Белческу (комуна, Констанца)
Ніколає-Белческу (рум. Nicolae Bălcescu) — комуна у повіті Констанца в Румунії. До складу комуни входять такі села (дані про населення за 2002 рік):
- Доробанцу (1760 осіб)
- Ніколає-Белческу (3108 осіб) — адміністративний центр комуни

Комуна розташована на відстані 181 км на схід від Бухареста, 31 км на північний захід від Констанци, 118 км на південь від Галаца.

## Населення
За даними перепису населення 2002 року у комуні проживали 4868 осіб.
Національний склад населення комуни:
| Національність   | Кількість осіб | Відсоток |
| ---------------- | -------------- | -------- |
| румуни           | 4798           | 98,6%    |
| татари           | 40             | 0,8%     |
| цигани           | 13             | 0,3%     |
| угорці           | 12             | 0,2%     |
| українці         | 3              | 0,1%     |
| росіяни-липовани | 1              | < 0,1%   |

Рідною мовою назвали:
| Мова      | Кількість осіб | Відсоток |
| --------- | -------------- | -------- |
| румунська | 4842           | 99,5%    |
| татарська | 16             | 0,3%     |
| угорська  | 7              | 0,1%     |
| циганська | 1              | < 0,1%   |
| російська | 1              | < 0,1%   |

Склад населення комуни за віросповіданням:
| Релігія       | Кількість осіб | Відсоток |
| ------------- | -------------- | -------- |
| православні   | 4728           | 97,1%    |
| адвентисти    | 54             | 1,1%     |
| мусульмани    | 44             | 0,9%     |
| римо-католики | 25             | 0,5%     |
| бретрени      | 10             | 0,2%     |
| п'ятдесятники | 2              | < 0,1%   |
| баптисти      | 2              | < 0,1%   |
| реформати     | 1              | < 0,1%   |
| атеїсти       | 1              | < 0,1%   |

## Зовнішні посилання
- Дані про комуну Ніколає-Белческу на сайті Ghidul Primăriilor [Архівовано 22 жовтня 2010 у Wayback Machine.]